# Funcție de producție CES
Funcția de producție CES (constant elasticity of substitution) este o funcție macroeconomică de producție.
Funcția de producție CES este exprimată prin formula:

{\displaystyle y(C,L)=\gamma (\alpha \cdot C^{\rho }+(1-\alpha )\cdot L^{\rho })^{\frac {1}{\rho }}}
Aceasta a fost dezvoltată în anul 1961 de către Grupul de la Stanford, de Kenneth Arrow, Chenery, Minhas și Robert Merton Solow. Funcția Cobb-Douglas este o funcție specială a funcției CES, pentru care elasticitatea constantă de substituție are valoarea unu.